# حرية الدين في جمهورية إفريقيا الوسطى
ينص دستور البلاد على حرية الدين، وفي الوقت نفسه، يحظر ما تعتبره الحكومة أُصوليةً دينيةً أو تعصبًا، ويوفر شروطًا قانونية ثابتة مبنية على التسجيل القانوني للجماعات الدينية في وزارة الداخلية. تحترم الحكومة عمومًا الحق في ممارسة الدين بحرية؛ لكنها تعتبر الشعوذة جريمة جنائية بموجب قانون العقوبات. تستمر جهات خاصة بالاعتداء على المتهمين بممارسة الشعوذة وإقصائهم.

## الديموغرافيا الدينية
تبلغ مساحة الدولة نحو 242000 ميل مربع (630000 كم مربع) ويبلغ عدد السكان 4369000 نسمة. وفقًا لإحصاء عام 2005، نسبة البروتستانت 51% من السكان، والكاثوليك 29%، والمسلمين 10%. تعتنق بقية السكان المعتقدات التقليدية (الأرواحية). أُدرجت الكثير من المعتقدات التقليدية تحت المسيحية والإسلام في جميع أرجاء البلاد.
عمومًا، يصف المهاجرون والأجانب في البلاد التي تتبع ديانة معينة أنفسهم بأنهم كاثوليك أو بروتستانت أو مسلمون.
عملت الكثير من المجموعات التبشيرية الأجنبية في البلاد. وعاد الكثير من المبشرين الذين غادروا في فترة النزاع بين المتمردين والقوات الحكومية في عامي 2002 و2003 إلى البلاد واستأنفوا نشاطاتهم.

## وضع الحرية الدينية

### الإطار القانوني والسياسي
ينصّ الدستور على حرية الدين، وتسمح الحكومة عمومًا بالعبادة لمختلف الجماعات الدينية دون تدخّل. يحظر الدستور ما تعتبره الحكومة أصوليةً دينيةً أو تعصبًا. يُنظر بشكل واسع إلى النص الدستوري الذي يحظر الأصولية الدينية على أنه يستهدف المسلمين؛ ولكن لا توجد أي تشريعات إضافية تدعم ذلك.
السحر أو الشعوذة جريمة جنائية عقوبتها الإعدام بموجب قانون العقوبات، إلا أن معظم الأحكام الفعلية تتراوح بين سنة وخمس سنوات في السجن أو غرامة تصل إلى 1500 دولار (817 836 فرنكًا إفريقيًا). لم يتلقَ أي متهم بممارسة الشعوذة عقوبة الإعدام خلال فترة التقرير، ولكن قُبض على عدد من الأفراد المشاركين بهذه الممارسات، وغالبًا ما ترافقت الشعوذة مع جريمة أخرى كالقتل. يبدو أن الاتهامات الموجهة لممارسي الشعوذة غير مرتبطة بالممارسة الدينية وإنما بنزاعات شخصية. تعزّز الحكومة المواقف المجتمعية ضد الشعوذة من خلال اعتقال وسجن الأشخاص المتهمين بذلك، وغالبًا ما يجري الاحتجاز تحت ستار حماية المتهمين من أذى الآخرين في المجتمع.
أثناء محاكمة نموذجية لشخص متهم بالشعوذة، يُستدعى الأطباء التقليديون والجيران للإدلاء بالشهادة، وتُقدَم قصاصات من الملابس لتكون دليلًا. سابقًا، أقرّ وزير العدل بصعوبة التحقيق في مزاعم الشعوذة. تفرج السلطات عن معظم الأشخاص المسجونين بتهم السحر والشعوذة لعدم كفاية الأدلة؛ ومع ذلك، أثبتت السلطات الحكومية في مايو 2007 تهم ممارسة الشعوذة الموجهة لنحو 8-10 سجينةً في بيمبو، وهو سجن النساء في بانغي.
تخضع الجماعات الدينية التي تعتبرها الحكومة «هدّامة»، وهو مصطلح لم تستخدمه الحكومة تحديدًا، للعقوبات التي تفرضها وزارة الداخلية. عند فرض العقوبات، قد ترفض وزارة الداخلية تسجيل الجماعة الدينية أو تُعلّق نشاطها أو تحظرها في حال وُجد أنها مسيئة للأخلاق العامة أو  معرقلة للسلام. قد تتدخل وزارة الداخلية أيضًا في المنظمات الدينية لحل النزاعات الداخلية حول الممتلكات أو الأموال أو الزعامة.
تحتفل الحكومة بعدة أعياد مسيحية وتمنح العطلة الوطنية فيها مثل عيد الميلاد وعيد الفصح  وعيد الصعود وعيد العنصرة وعيد جميع القديسين. لا تحتفل الحكومة رسمياً بالأعياد الإسلامية؛ ولكن يُسمح للمسلمين بالتغيب عن العمل في هذه الأعياد. لا يوجد دين للدولة.
يُطلب من الجماعات الدينية (باستثناء الجماعات الدينية الأصلية التقليدية) التسجيل في وزارة الداخلية. التسجيل مجاني ويمنح الاعتراف الرسمي وبعض المزايا المحدودة كالإعفاء من الرسوم الجمركية عند استيراد المركبات أو المعدات. تراقب الشرطة الإدارية التابعة لوزارة الداخلية الجماعات التي لم تُسجّل؛ ومع ذلك، لا تفرض الشرطة عقوباتٍ عليها.
تتمتع المنظمات الدينية والمجموعات التبشيرية بالحرية في ممارسة التبشير والعبادة في كل البلاد.
لا يُجبر الطلاب على تلقّي التعليم الديني، ولهم حرية حضور أي برنامج ديني يختارونه. لا تحظر الحكومة التعليم الديني في المدارس العامة بشكل صريح، لكنه لا يشكل جزءًا من المناهج الدراسية للمدارس العامة، إضافةً إلى أنه غير شائع. يُسمح بالتعليم الديني في المدارس الخاصة دون تدخل الحكومة. تُعطى عادةً ساعة تعليمية دينية واحدة في الأسبوع في المدارس الكاثوليكية الخاصة.
تسمح الحكومة للجماعات الدينية باختيار يوم واحد في الأسبوع لبث برامج إذاعية على المحطة الرسمية مجانًا. يتعين على الممثلين الدينيين الراغبين في البث على موجات الأثير العامة دفع رسوم عند تغطية أنشطة معينة أو بث إعلانات دينية. توجد أربع محطات إذاعية دينية -محطتان بروتستانتيتان وواحدة كاثوليكية وواحدة إسلامية.
تواصل الحكومة اتخاذ خطوات إيجابية لتعزيز حرية الدين، كتنظيم التعاملات بين الأديان بغية تعزيز السلام والحوار بين الأديان.